# Міністерство розвитку громад та територій України
Міністерство розвитку громад та територій України (Мінрозвитку) — чинне міністерство України, центральний орган виконавчої влади України, діяльність якого спрямовується і координується Кабінетом Міністрів України. Правонаступник Міністерства інфраструктури України, яке Постановою Кабінету Міністрів України від 2 грудня 2022 року № 1343 було перейменовано в Міністерство розвитку громад, територій та інфраструктури України, та до нього було приєднано Міністерство розвитку громад та територій України. Іменоване «міністерством відновлення» як спрощену назву з середини грудня 2022 року по вересень 2024 року.
6 вересня 2024 року згідно з Постановою Кабінету Міністрів України № 1028 міністерство перейменоване на Міністерство розвитку громад та територій України. Міністерство очолює Кулеба Олексій Володимирович на посаді Віце-прем'єр-міністра з відновлення України — Міністра розвитку громад та територій України з 5 вересня 2024 року.

## Сфери відповідальності та основні функції
Мінрозвитку є головним органом у системі центральних органів виконавчої влади, що забезпечує формування та реалізує державну політику:
- у сфері автомобільного, залізничного, морського та внутрішнього водного транспорту, надання послуг поштового зв’язку, а також забезпечує формування та реалізацію державної політики у сфері авіаційного транспорту та використання повітряного простору України, туризму та курортів (крім здійснення державного нагляду (контролю) у сфері туризму та курортів), мультимодальних перевезень, захисту критичної інфраструктури у секторах, за які відповідальне, розвитку, будівництва, реконструкції та модернізації інфраструктури авіаційного, залізничного, морського та внутрішнього водного транспорту, дорожнього господарства, навігаційно-гідрографічного забезпечення судноплавства, торговельного мореплавства, з питань безпеки на авіаційному, автомобільному транспорті загального користування, міському електричному, залізничному, морському та внутрішньому водному транспорті, а також державного нагляду (контролю) за безпекою на авіаційному, автомобільному транспорті загального користування, міському електричному, залізничному, морському та внутрішньому водному транспорті;
- у сфері розвитку, будівництва, реконструкції, ремонту, облаштування та модернізації пунктів пропуску через державний кордон, їх утримання та експлуатації;
- у сфері розвитку місцевого самоврядування, територіальної організації влади та адміністративно-територіального устрою, житлової політики;
- у сфері благоустрою населених пунктів, житлово-комунального господарства, управління побутовими відходами;
- у сфері будівництва, містобудування, просторового планування територій та архітектури;
- у сфері технічного регулювання у будівництві, ціноутворення у будівництві;
- у сфері з відновлення регіонів, територій та інфраструктури, що постраждали внаслідок збройної агресії Російської Федерації проти України;
- у сфері архітектурно-будівельного контролю та нагляду;
- у сфері контролю житлово-комунального господарства;
- у сфері забезпечення енергетичної ефективності будівель.

## Завдання міністерства
Основними завданнями Міністерства розвитку громад та територій України є:
- забезпечення формування та реалізація державної політики:
  - у сфері автомобільного, залізничного, морського та внутрішнього водного транспорту, надання послуг поштового зв'язку;
  - у сфері державної регіональної політики, розвитку місцевого самоврядування, територіальної організації влади та адміністративно-територіального устрою;
  - у сфері державної житлової політики і політики у сфері благоустрою населених пунктів, державної політики у сфері житлово-комунального господарства, надання послуги з управління побутовими відходами, будівництва, містобудування, просторового планування територій та архітектури, технічного регулювання у будівництві, державної політики ціноутворення у будівництві, зокрема щодо:
    - створення та функціонування системи стратегічного планування регіонального розвитку;
    - сприяння підвищенню конкурентоспроможності регіонів, забезпеченню ефективного використання їх внутрішнього потенціалу;
    - стимулювання регіонального розвитку та зменшення територіальної диференціації за показниками соціально-економічного розвитку;
    - відновлення регіонів, територій та інфраструктури, що постраждали внаслідок збройної агресії Російської Федерації проти України;
    - формування ефективної системи інституційного забезпечення реалізації державної регіональної політики;
    - формування спроможних територіальних громад;
    - сприяння створенню виконавцями комунальних послуг та управителями систем управління якістю відповідних послуг на базі національних або міжнародних стандартів;
    - здійснення моніторингу стану розрахунків за житлово-комунальні послуги;
    - ведення галузевої звітності у сфері житлово-комунальних послуг;
    - благоустрою населених пунктів;
    - формування єдиної технічної, соціально-економічної політики у сфері питної води, питного водопостачання та водовідведення;
    - погодження схем теплопостачання населених пунктів з кількістю жителів більш як 20 тис. осіб та регіональних програм модернізації систем теплопостачання;
    - управління побутовими відходами, участі у розробленні Національної стратегії управління відходами та Національного плану управління відходами;
    - участі у погодженні регіональних планів управління відходами;
    - здійснення нормування у будівництві з метою формування безпечного середовища для життя і здоров’я людини;
    - організації діяльності з планування територій на державному, регіональному та місцевому рівні;
    - проведення моніторингу стану розроблення та реалізації містобудівної документації на всіх рівнях;
    - визначення державних інтересів для їх врахування під час розроблення містобудівної документації відповідного рівня;
    - ведення містобудівного кадастру на державному рівні;
    - проведення містобудівного моніторингу;
    - визначення критеріїв, яким повинні відповідати експертні організації, що здійснюють експертизу проектів будівництва;
- забезпечення формування та реалізації державної політики:
  - у сфері авіаційного транспорту та використання повітряного простору України;
  - у сфері розвитку, будівництва, реконструкції та модернізації інфраструктури авіаційного, залізничного, морського та внутрішнього водного транспорту;
  - у сфері дорожнього господарства;
  - у сфері навігаційно-гідрографічного забезпечення судноплавства, торговельного мореплавства;
  - з питань технічного регулювання на транспорті;
  - з питань перевезення небезпечних вантажів на транспорті;
  - з питань безпеки на авіаційному, автомобільному транспорті загального користування, міському електричному, залізничному, морському та внутрішньому водному транспорті;
  - з питань державного нагляду (контролю) за безпекою на авіаційному, автомобільному транспорті загального користування, міському електричному, залізничному, морському та внутрішньому водному транспорті;
  - з питань розвитку транспортної інфраструктури;
  - у сфері туризму та курортів (крім здійснення державного нагляду (контролю) у сфері туризму та курортів);
  - у сфері мультимодульних перевезень;
  - з питань захисту критичної інфраструктури у секторах, за які відповідальне Міністерство;
- забезпечення формування державної політики:
  - у сфері ведення та функціонування Державного реєстру майна, пошкодженого та знищеного внаслідок бойових дій, терористичних актів, диверсій, спричинених військовою агресією Російської Федерації проти України;
  - у сфері архітектурно-будівельного контролю та нагляду;
  - у сфері контролю житлово-комунального господарства;
  - у сфері забезпечення енергетичної ефективності будівель;
  - з питань інформаційно-аналітичної системи управління процесом відбудови;
- забезпечення технічного регулювання у сфері:
  - транспорту;
  - будівництва, містобудування, просторового планування територій та архітектури;
  - промисловості будівельних виробів (продукції);
  - житлово-комунального господарства;
  - енергетичної ефективності будівель;
- участь у межах повноважень, передбачених законом:
  - у формуванні та забезпеченні реалізації державної тарифної політики;
  - у плануванні та організації логістичного забезпечення сил оборони під час виконання завдань з оборони держави, захисту її суверенітету, територіальної цілісності та недоторканності.